# Andrzej Chrzanowski (inżynier)
Andrzej Chrzanowski (ur. w Warszawie) – polski inżynier, konstruktor budowli przemysłowych, elektrowni i zakładów chemicznych.

## Życiorys
Ukończył Liceum Ogólnokształcące im. Hugona Kołłątaja w Warszawie, a następnie, podczas okupacji niemieckiej, na tajnych kompletach, studia na Wydziale Budownictwa Przemysłowego Politechniki Warszawskiej. W 1946, jako pracownik duńskiego przedsiębiorstwa, wziął nieoficjalnie udział w konkursie na falochron portu gdyńskiego, który wygrał (jego duńskie przedsiębiorstwo zajęło drugie miejsce). Nowatorski projekt ruchomego falochronu został zrealizowany. Został asystentem swojego okupacyjnego nauczyciela, profesora Karola Pomianowskiego na Katedrze Hydroenergetyki Politechniki Gdańskiej, a następnie przeszedł na stanowisko dyrektora Zjednoczenia Przedsiębiorstw Budowy Huty im. Lenina, które piastował do 1956, kiedy to zajął się projektowaniem do zapory wodnej w Koronowie. Jego prace w elektrowni Turów opisał Stefan Bratkowski w reportażu Sprawa Malutkiego w tomie Podróż na peryferie, opisując go jako Wielkiego C. 
W 1962 wziął udział w konkursie tygodnika Polityka na pamiętnik inżyniera. Zdobył wówczas jedną z sześciu równorzędnych pierwszych nagród za pracę Listy do syna. Jej fragmenty, zatytułowane Lemiesz i spychacz, wydrukowano w numerze dwunastym Polityki z 1963. Całość wydał Czytelnik w 1965 w zbiorze Pamiętniki inżynierów. 
W latach 1963–1964 przebywał w Warszawie, gdzie pracował naukowo. Zaprojektował budynek na narożniku ulic Żelaznej i Pańskiej, który miał być, wraz z wyposażeniem, nowoczesnym zakładem naukowym. Potem działała tam centrala Beton-Stalu. W latach następnych koordynował budowy w obrębie dużych zakładów chemicznych: w Policach, Włocławku, Puławach i Tarnowie. Od 1971 do 1974 działał w Algierii, gdzie zaprojektował pięć elektrowni. W 1974 powrócił do Polski i zajął się projektowaniem Bełchatowskiego Okręgu Przemysłowego wraz z elektrownią Bełchatów, co opisał w swoim reportażu Aleksander Rowiński na łamach Kultury w 1977. Oprócz budowli przemysłowych stworzył powtarzalny projekt domu jednorodzinnego dla pracowników z nowego materiału budowlanego nazwanego styrbetem. 

## Rodzina
Miał syna, Andrzeja (aktora).